# فرناندو أرابال
فرناندو أرابال (بالإسبانية: Fernando Arrabal) كاتب وسينمائي إسباني ولد في مدينة مليلية في 11 أغسطس 1932. يقيم في فرنسا منذ 1955. تعلم القراءة والكتابة في سيوداد رودريجو، وقد فاز بالجائزة الوطنية سوبردوتادوا للموهوبين في سن العاشرة وقد أكمل دراسته الجامعية في مدريد.
وقد عاني من الاختفاء الغامض لوالده الذي حُكِمَ عليه بالإعدام وبعد ذلك تم حرقه. وبسبب هذه الصدمة، كما كتب الحائز علي جائزة نوبل بيثنتي أليكساندري:
| فرناندو أرابال | المعرفة التي أثرت في تكوين أرابال كانت ذات طابع أخلاقي والتي ظهرت في إنتاجه الفني. | فرناندو أرابال |

وقد أخرج سبعة أفلام ونشر ثلاثة عشر رواية وثمنمائة كتاب شعر والعديد من النصوص المسرحية والعديد من المقالات من بينها التي ظهرت في كتبه عن الشطرنج.
وقد تُرجمت رواياته للعديد من اللغات.وكان خطابه للجنرال فرانكو والذي نُشر في عهده ذي صدي خاص. ومع موت الديكتاتور فرانكو، شارك أربال في مجموعة أخطر خمسة إسبانيين مع سانتياغو كاريو ودولوريس إيباروري لاباسيوناريا وإنريكي ليستر وبالنتين جونثاليث الكمبسينو. وقد نُشِر مسرحه بالكامل -والذي نشر في اللغات الرئيسية- في مجلدين من أكثر من ألفي صفحة في المجموعة الكلاسيكية القشتالية إسباسا عام 1997 والتي تم تحديثها عام 2009.
كما أسس أرابال في عام1963 مجموعة الذعر البانيكو مع أليخاندرو خودوروسكي ورولاند توبور. وكان صديقا لآندي وارهول وتريستان تثارا، وقضي ثلاثة أعوام مع مجموعة أندريه برتون السريالية ولذلك اعتبره ميل جوسو الناجي الوحيد من آلهة تيار الحداثة الثلاثة.
وفي عام 2010 قام فرناندو أرابال ببطولة أول فيلم في التاريخ في فترة ما بعد البانيكو.فيما قام خوان فرانك تشارانوسنت بتأليف وإخراج فيلم لا ريجريسيون أي التراجع. وقد بدأ كلا من أرابال وتشارانوسنت في التعاون في العديد من المشاريع الفنية منذ عام 2002 مثل خطاب الحب في مسرح متحف الإرميتاج في سان بطرسبرج وإعادة تنصيب المهندس المعماري وإمبراطور أشور أربعين عاما بعد عرضه الأول.

## السيرة الذاتية

### طفولته(1932-1946)
فرناندو أرابال تيران هو ابن فرناندو أرابال رويث وكارمن تيران جونثاليث. في السابع عشر من يوليو 1936, ظل والد فرناندو أرابال وفياً للدولة أثناء الانقلاب العسكري الذي أدي إلي حدوث الحرب الأهلية الإسبانية ولذلك حُكِمَ عليه بالإعدام من قِبَل المتمردين وبعد ذلك تم تخفيف الحكم إلي السجن ثلاثين عام.
قضي والد فرناندو أرابال فترة سجنه متنقلاً بين عدة سجون مثل: سانتي إسبيريتو في ميليية، مونتي اتشو في ثيوتة (حيث حاول الانتحار), مدينة رودريجو، بورجوس، بعد ذلك في الرابع من ديسمبر 1941 تم نقله إلي مستشفي مدينة بورجوس بسبب الاشتباه في اصابته بمرض عقلي. بعد ذلك كشفت عدة تحقيقات أنه تظاهر بالمرض لكي يُنقَل إلي مكان أقل تأميناُ.في التاسع والعشرين من ديسمبر عام 1942 هرب والده من المستشفي بملابس النوم (بالبيجامة)وسط حقول من الثلوج.وبعد هذه الواقعة. وعلى الرغم من كثرة البحث عنه، لم يرد عنه أي خبر بعد هروبه وقد اختفي نهائياً.

وقد كتب أرابال: 
| فرناندو أرابال | بدون مقارنة ما لا يُقارن. ونظراً لهذه الأمور المتدهورة (ودون أن يتبادر إلي الذهن في كثير من الحالات) اعتاد التفكير في كبش الفداء(أبي ). و في اليوم الذي بدأت فيه الحرب الأهلية الهمجية والتي قام بها زملائه المجتهدين ، قد تم حبسه في غرفة لواءات في ثكنة بمدينة ميليية لكي يفكر في الانضمام إلي (الانقلاب) وإلا سيعرض نفسه للخطر وسيتم الحكم عليه بالاعدام بتهمة التمرد العسكري . بعد ساعة الملازم الأول فرناندو أرابال نادي زملائه السابقين لكي يخبرهم بأنه لا يحتاج للتفكير أكثر من ذلك. اليوم وبفضل ذلك، أحصل على سبيل المثال، الشاهد أو رمز، مثله، هي أكثر أهمية من ما يحدث؟ أنا مجرد منبوذا. لا أريد أن أكون كبش فداء مثل أبي، فقط أريد أن تنتهي حياتي عندما. | فرناندو أرابال |

وبعد ذلك، عادت والدة أرابال إلي مدينة رودريجو في عام 1936 حيث تركت أرابال وذهبت للعمل في مدينة بورجوس عاصمة باندو الوطنية ومقر حكم الجنرال فرانكو.و في عام 1937 التحق فرناندو بكلية «لاس تريسياناس» حتي انتهاء الحرب الأهلية في عام 1940 وبعدها انتقلت والدته إلي مدريد تحديدا في منزل رقم 17 بشارع ماديرا.
في عام 1941 فاز فرناندو أرابال في مسابقة <<الأطفال الموهوبين>> .درس في كلية «لوس اسكلابيوس دي سان أنتون (الذي عايش بيكتور أوجو وبينابينتي)» ثم التحق ب «لوس اسكلابيوس دي خيتافي».ووفقا لما قاله أرابال، في هذه الفترة بدأ في قراءاته وخبراته التي فادته كثيراً في حياته.

### شبابه (1947-1967)

فرناندو أرابال في شبابه

في عام 1947 أجبرته والدته علي البدء في دورات استعدادية لكي يلتحق بالأكاديمية العسكرية العامة ولكنه لم يحضر المحاضرات ولذلك في عام 1949 تم إرساله إلي مدينة تولوسو (جيبوسكوا)حيث درس في المدرسة النظرية _العملية للصناعة وتجارة الورق. في هذه الفترة في عام 1950 كتب أرابال سلسلة من الأعمال المسرحية.
في عام 1951 عَمِلَ في مصنع ورق إسباني. وبعد ذلك اتجه إلي بالينسيا حيث حصل علي البكالوريا واتجه بعدها إلي مدريد في عام 1952 حيث درس الحقوق. خلال تلك السنوات كان يتردد علي المجمع العلمي بمدريد وعلي شعراء البوستيستاس وكتب نسخ جديدة من البيك -نيك (التي أُُطلق عليها الجنود)و الدراجة الثلاثية (التي أُُطلق عليها في البداية رجال الدراجة الثلاثية).
وفي عام 1954 سافر من موقف الأتوبيسات إلي باريس لكي يشاهد العرض المسرحي لعمل (الأم الشجاعة وأبنائها لبيرتولت بريتشت) الذي قدمته فرقة برلين علي مسرح ساره بيرناردت في العاصمة الفرنسية. وبعد ذلك تعرف في مدريد علي المترجمة للغة الفرنسية لوثي مورياو التي أصبحت زوجته فيما بعد. وفي عام 1955 حصل علي منحة دراسية لمدة ثلاثة أشهر في باريس. وبينما كان يقيم في المدرسة الإسبانية بالمدينة الجامعية الفرنسية أُُصيب بمرض خطير وهو السل، والذي كان يعتبره أرابال بمثابة<<سوء حظ>> لأنه أجبره علي المعيشة في كونديرا وبيبيس وسان إجناثيو وبيكاسو.
وفي عام 1962 أسس في باريس مع أليخاندرو خودوروسكي ورولاند توبور حركة البانيكو (حركة الذعر).

### فترةتطورهو سجنه
في عام 1967 أثناء فترة حكم الديكتاتور فرانكو تم الحكم عليه بالسجن على الرغم من تضامن غالبية كُتاب هذه الفترة معه بدايةً من فرانكويس ماورياك وحتي أرتور ميير ومن الطلب الشهير من الكاتب المسرحي الإيرلندي صامويل بيكيت الذي قال: 
| فرناندو أرابال | إذا كان هناك خطأ في النظر للفضل الكبير للماضي والوعد الكبير للغد لذلك يمكن أن يُغفَر هذا الخطأ . | فرناندو أرابال |

و بعد وفاة الجنرال فرانكو استطاع أن ينال امتنان حقيقي في بلده. وبعض مسرحياته لاقت إقبال كبير خلال عدة سنوات مثل مسرحية «خطاب الحب» مع ماريا خيسوس بالديس والتي تم عرضها في المسرح القومي.

## أعماله[12]

### الروائية
في عام 1982 حصل فرناندو أرابال عن أعماله الروائية علي جائزتين بالأدب عن وهما جائزة نادال  و«جائزة نابوكوب الدولية».
وكتب العديد من الروايات مثل:

"برج تضربه صاعقة" من أهم الأعمال الروائية للكاتب

- بال بابيلونيا (1959)، نسخة خويارد، باريس، الديستينو، برشلونة عام 1977 .[14]
- دفن السردين، نسخة خويارد، باريس عام 1960، برشلونة، الديستينو عام 1984 .[15]
- أرابال يحتفل بالفوضي، نسخة لوسفيلد، باريس عام 1960، برشلونة، الديستينو عام 1983 .[16]
- برج تضربه صاعقة، برشلونة، الديستينو عام 1983 .[17]
- الحجر المضئ، نسخة تشريستيان بورجيوس، باريس عام 1971، برشلونة، الديستينو عام 1983 .[18]
- العذراء الحمراء، برشلونة، سييكس بارال عام 1988 .[19]
- ابنة كينج كونج، برشلونة، سييكس بارال عام 1988 .[20]
- مراسم صلب عاشق، برشلونة، سييكس بارال عام 1990 .[21]
- الجزار في المشتي، مقدمة ميلان كونديرا، كتب مجهولة الاسم، ثاراجوثا، نسخة عام 1993 . إكريتوري، باريس عام 1994 .[22]
- القرد، بلانيتا، برشلونة عام 1994 .[23]
- الارتفاع، برشلونة، سييكس بارال عام 1997، نسخة إكريتوري، باريس عام 1998 .[24][25]
- احتفال بالنائب المجهول، إسباسا مدريد عام1998 نسخة بلون، باريس عام 2000 .[26]
- الشمبانيا للجميع، كتب مجهولة الاسم، ثاراجوثا ونسخة ستوك، باريس عام 2002 .[27]
- مثل جنة المجانين [28]، بروجيرا، برشلونة عام 2008 .[29][30][31]

### الشعرية[32]
ألف كتب في الشعر  مثل:
- في عام 1963 كتب «حَجر الجنون».[34]
- في عام 1985 كتب «جناتي المتواضعة».[35]
- في عام 1993 كتب «حرية اللون أو امرأة وداع بابل»، قصيدة سينمائية (نسخة روخيريي، مورتيمارت).[36]
- في عام 1997 كتب «رسائل إلي بالتاثار خوليوس» (نسخة روخيريي، مورتيمارت).[37]
- في عام 1997 كتب «عشر قصائد مفزعة وقصة» (أمبورا نوبا).[38]

### الفنية[39]
اشترك أرابال أيضاً في نشر ثماني مائة كتاب فني مع الكُتاب (سالبادور دالي ورينيه ماجريتي ورولاند توبور وإنريكو باخ وأنطونيو ساورا ويويه مينخون وأليكوس فاسيانوس وكُتاب أخرين ومن أبرز هذه الكتب:
- أصدر كتاب «رائحة القداسة» (نسخة يبيس ريبيري، باريس) اشتراكاً مع أنطونيو ساورا في عام 1975 .[40]
- أصدر كتاب «خمس مقطوعات شعرية -ختوم»(نسخة أندريه بيرين، باريس) اشتراكاً مع خوليوس بالتاثار في عام 1980 .[41]
- أصدر كتاب «تدفق فاسق» (نسخة روبيرت وليديي دوترو، باريس) اشتراكاً مع خيان كورتوت في عام 1991 .[42]
- أصدر كتاب «اللوح الثلاثي» (نسخة مينو، كوينكا) اشتراكاً مع كاثرين ميليت وميشيل أوييبيك في عام 2004 .[43]
- أصدر قصيدة البظر مع 56 ترجمة (مثل المجلد التشيكي الذي أصدره ميلان كونديرا) في عام 2008 .[44][45]

### المسرحية[46]
كتب العديد من الأعمال المسرحية مثل:
- في عام 1952 قدم مسرحية «نزهة».[47][48][49][50]

فرناندو أرابال وبيده كتبه عن المسرح

"نزهة" أول أعمال فرناندو المسرحية

- في عام 1953 قدم مسرحية «الدراجة الثلاثية».[51][52][53][54]
- في عام 1955 قدم مسرحية «فاندو وليز».[55][56]
- في عام 1959 قدم مسرحية «جيرنيكا».[57][58]
- في عام 1959 قدم مسرحية «دراجة الملعون».[59]
- في عام 1963 قدم مسرحية «الاحتفالية الكبري».[60][61]
- في عام 1966 قدم مسرحية «المهندس المعماري وإمبراطور اشور».[62][63]
- في عام 1967 قدم مسرحية «حديقة الملذات».[64][65][66]
- في عام 1967 قدم مسرحية «المتاهة».[67][68]
- في عام 1968 قدم مسرحية «الغزل المثير».[69]
- في عام 1972 قدم مسرحية «السماء والقاذورة».
- في عام 1959 قدم مسرحية «مقبرة السيارات».[70]
- وأيضاً قدم مسرحية «شباب اليوم الهمجي».[71][72]
- وقدم مسرحية «ووضعوا أصفاداً للزهور».[73]
- وقدم مسرحية «جولة بابل».[74]
- وقدم مسرحية «محاكم التفتيش».[75][76]
- وقدم مسرحية «خطاب الحب» (مثل عمل «العذاب الصيني»).[77][78][79]
- وقدم مسرحية «الليل أيضاً شمس».[80][81]
- وقدم مسرحية «ملذات اللحم».[82]

و قد تم نشر أعماله المسرحية كاملةً في مجلدين من أكثر من ألفي صفحة في المجموعة الكلاسيكية القشتالية في دار للنشر تُسمي (إسباسا)(نسخة وترجمة مائة صفحة من فرانثيسكو تورّيس مونريال)
في عام 1997 التي تم تحديثها في عام 2009.
و يُعتبر الآن أرابال من أهم كُتاب المسرح لحصوله علي جائزتين وطنيتين.

### السينمائية[87]
قام فرناندو أرابال - الحائز علي جائزة باسوليني السينمائية- بتأليف سبعة أفلام طويلة (تم تعديلهم إلي نسخ دي في دي بواسطة دار كولتيبيكس في الولايات المتحدة وأيضاً في إسبانيا بواسطة دار أفلام واندا - كامييو ميديا، برشلونة عام 2008 : وقد عُرِضَ لفرناندو أرابال في مدريد أفلام كاملة من إخراجه في نسخ دي في دي.
لم يكتف أرابال بإخراج الأفلام ولكنه أيضاً قام بتأليف السيناريوهات مثل:

"يحيا الموت" أول وأهم عمل سينمائي لفرناندو أرابال

- في عام 1970 : كتب يحيا الموت [91][92]- إنتاج مشترك مع شركة أفلام إسابيل (باريس) ومع إس.ايه.تي.بي.إي.سي (تونس)، مع نوريا إسبيرت وإيبان إنريكيس وأنوك فيرخاك.[91][93][94]
- في عام 1972 : كتب سأمشي مثل الحصان المجنون - مقدماً بواسطة إس.جي.بي - شركة أفلام بابليون، مع إمانويل ريبا واتشيمي مرزوق وجورج شانون.[95][96]
- في عام 1975 : كتب شجرة الجيرنيكا - إنتاج شركة سي.في.سي، مع ماريا أنخيلا ميلاتو ورون فابير.[97][98][99]
- في عام 1980 : كتب أوديسا المحيط الهاديء أو إمبراطور بيرو - مقدماً من شركة أفلام بابليون مع ميكي روني ومونيكي ليكليرك.[100]
- في عام 1981 : كتب مقبرة السيارات - إنتاج مشترك مع أنتيني 2 وشركة أفلام بابليون، مع ألاين باشونج وخولييتي بيرتي.[101][102]
- في عام 1992 : كتب وداع بابليون - إنتاج شركة أنتيني 2 - سينيسيم، مع ليليا فيسشير وسبايك لي.[103]
- في عام 1998 : كتب خورخي لويس بورخيس: حياة شعرية - إنتاج شركة أفابيلي/إسبيرالي (إيطاليا) مع ليليا فيسشير وأليساندرو أتي.[104][105]

و ألف أيضاً ثلاثة أفلام قصيرة وهم:
- في عام 1978 : كتب دم وذهب والذي ضم إنتاج «أنيتي 2» مع إدجار روك وخوسوا واتسكي.[106]
- في عام 1990 : كتب أخيديريث والاسطورة. والذي ضم إنتاج «أنيتي 2» مع خويل لاوتيير ورولاند توبور وخوليي ديلبي وجابرييل ماتثنيف.
- في عام 1991 بنيويورك: كتب حرب الخليج. والذي ضم إنتاج «أنيتي 2» مع توم أورجان وميلبين بان بيبليس وتوم بيشوب.

### الأوبرا[107]
| فرناندو أرابال | و قد نفذوا فقط خمسة من أعمالي في الأوبرا و كانت هذه الأعمال معقدة و كان القليل منها به عُقَد نفسية · | فرناندو أرابال |

 وهُم:
- في عام 1979 : نُفِذَ العمل الأوبرالي «أبوكاليبتيكا مع موسيقي ميلكو كيليمين».[108][109]
- قام مارثيل لاندوسكي بتنفيذ العمل الأُوبرالي «أُُوبرا الباستيل».[110]
- في عام 1996 : نُفِذَ عمل «الجيرنيكا مع مجموعة الحانات».[111]
- في عام 2009 : نُفِذَ عمل «بيكنيك إم فيلدي مع كونستانتينوس ستايليانو».[112]
- في عام 2009 : نُفِذَ عمل «فاوست بول مع موسيقي ليوناردو بالادا».[113][114][115]

| فرناندو أرابال | [...]و قد نَفَذت فقط في أكتوبر 1985 في الأوبرا الملكية في بلجيكا عملان للأوبرا وهما ( " الحياة القصيرة "لفايا و" جويسكاس " لجرانادوس . و بالمناسبة كان أعضاء الكورال في هذه الأعمال يمثلوا بدون ملابس ولكن مُغَطَيين بالطين وذلك لمزيد من الدقة والتحديد . | فرناندو أرابال |

### الرسم[118][119]
وأحياناً كان يقول فرناندو أرابال أنه «رسام محبط». وقد برز في عائلته بالإضافة إلي أبيه، أنخيل (1874-1926)، كارمن، ليليا وخاصة خوليو أرابال الذي كان «رسام لوح زيتية للأشخاص (بورتريه)» وفقاً لما قال الكاتب . وقد رَسم خلال رحلاته الفنية القليلة خمسون لوحة ومائة رسمة وقام بعرض فنون تصويرية أخرى في متاحف مثل: متحف «مركز فنون باريس»، متحف بايوكس أو متحف كارلو بوروميو دي ميلان .
وقد ظهر نشاطه الرئيسي في مجال الرسم في مشاركته مع رسامين أخرين . ومن جهة أخرى يوجد فنانين (بدءاً من الفنان أرنايث وحتي الفنان رفاييل ج. كريسبو) قادرين علي عمل لوح زيتية كبيرة الحجم ابتداءً من الرسم التخطيطي التفصيلي وحتي الأنتهاء من اللوحة .
وقد تم نشر اللوحة الأولي للفنان لويس أرنايث في هذه المجموعة - التي تحتوي علي مائة لوحة زيتية -
في عام 1962 بواسطة أندريه برتون في مجلته السريالية التي تسمي لا بريتشي.
وفي الوقت الحالي يعمل أرابال بشكل خاص مع مصور الفيديو تشيريستيلي خاكوب لتنفيذ عشر فيديوهات وسلسلة من الصور المركبة التي أخذوها من «ارسنال الشطرنج والأدب» مستوحاة من إنري روسِيو (1909)، ومستوحاة من «لا ثيتا ديل كويربو دي ساتراباس» مستوحاة من ماكس إرنست (1922).

### مقالات[121]

"خطاب للجنرال فرانكو" يعتبر من أهم مقالات فرناندو أرابال

وقد كتب فرناندو أرابال العديد من المقالات مثل:
- ضوء اليوم المريب .[122]
- الجريكو.
- خطاب للجنرال فرانكو. وقد تمت إعادة تحريرها في عام (2009) بواسطة دار سينيكا للنشر.[123][123][124][125][126]
- خطاب إلى فيدل كاسترو عام (1984).[127][128]
- خطاب إلي ستالين.[129]
- عبد يُسَمَي ثيربانتس.[130][131]
- جويا - دالي.[132]
- تشنج المسعور عام (2009).[133][134]
- !أويبيك! عام (2005).[135][136][137][138]
- الذُعر، بيان الألفية الثالثة عام (2007).[139][140]
- قاموس الذُعر عام (2008).[141][142][143][144]
- عوالم أرابال عام (2009).[145][146]
- دفاع عن كونديرا عام (2009).[147][148]

### الشطرنج[149]
أرابال كان مولَعا بالشطرنج  ولذلك كتب:
- الشطرنج والأساطير.[151][152]

فرناندو أرابال مُولع بالشطرنج

- احتفالات وهزائم علي رقعة الشطرنج .[153][154]
- شطرنج التحرر والسحر.[155][156][157][158]
- بوبي فيشر: الملك الملعون.[159][160][161]

ومن جهة أخرى، كان فرناندو أرابال لا يساهم كثيرا في الصحافة لانغماسه في تأليف عمل أدبي كبير. لكنه قد حصل علي جائزة ماريانو كابيا للصحافة لاسهاماته في الجيل الواحد والعشرين بالأعمال الأتية:
- صوت ميروبريجا.
- إكسبريس.
- إلموندو.
- فياخي بويس.
- إكثيسو.
- لكن أرائه لا تحمل إسماً في جريدة الباييس.
- ثلاثياته في أبسي.

## جوائز[162]
وعلى الرغم من أنه كان من أكثر الكتاب جدلاً في فترته، إلا أنه حصل بفضل أعماله المسرحية والقصصية والشعرية والسينمائية علي عدة جوائز دولية مثل:

فرناندو يحمل وساماً

- الجائزة الكبري لمسرح الأكاديمية الفرنسية عام 1993.[164]
- جائزة فلاديمير نابوكوف في القصة القصيرة.
- جائزة إسباسا في المقال.[165]
- جائزة ماريانو كابيا في الصحافة.
- جائزة أليساندرو مانثوني في الشعر.
- الجائزة الإنجليزية عالم المسرح.
- جائزة المسرح للودفيش فيتغنشتاين.
- جائزة السينما لبيير باولو بازوليني.
- وسام جوقة الشرف عام 2005.

وقد لقبته كلية باتافيسيكو بالمميز المكار (تراسثيندينتي ساترابا)، وهذا اللقب يعادل جائزة نوبل في هذه الكلية. وهذه الميزة لم يحظ بها خلال النصف قرن الماضي سوي أربعون شخصاً فقط مثل: مارسيل دوشامب، أوجين يونسكو، مان راي، بوريس بيان، داريو فو، جين باودريلارد، أومبرتو إكو.